# (120481) Johannwalter
(120481) Johannwalter – planetoida z pasa głównego asteroid okrążająca Słońce w ciągu 5 lat i 263 dni w średniej odległości 2,4 j.a. Została odkryta 24 września 1992 roku w Karl Schwarzschild Observatory w Tautenburgu przez Freimuta Börngena i Lutza Schmadela. Nazwa planetoidy pochodzi od Johanna Waltera (1496-1570), wybitniej postaci muzyki protestanckiej. Nazwa została zaproponowana przez Freimuta Börngena. Przed nadaniem nazwy planetoida nosiła oznaczenie tymczasowe (120481) 1992 SP17.